# Actio mandati directa
Actio mandati directa – w prawie rzymskim, powództwo z kontraktu zlecenia (mandatum) przysługująca zleceniodawcy (mandantowi) przeciwko zleceniobiorcy (mandatariuszowi).

## Charakterystyka powództwa
Skarga, jako wynikająca ze stosunku zobowiązaniowego, należała do actiones in personam.
Zleceniobiorca, mimo iż nie odnosił korzyści z tej jednostronnie zobowiązującej umowy, odpowiadał za omnis culpa (wszelką winę).
Zasądzenie mandatariusza powodowało jego infamię – powództwo należało do actiones famosae.